# Jacques-François Juskowiak
Pour les articles homonymes, voir Juskowiak.
 (mai 2023).
Si vous disposez d'ouvrages ou d'articles de référence ou si vous connaissez des sites web de qualité traitant du thème abordé ici, merci de compléter l'article en donnant les références utiles à sa vérifiabilité et en les liant à la section « Notes et références ».
Jacques-François Juskowiak, fils de Bruno Juskowiak (violoniste), est un batteur, compositeur, arrangeur, chef d'orchestre et pédagogue français.
Actuellement Directeur des écoles Dante Agostini et plus particulièrement du Centre Agostini de Paris. Auteur de plusieurs ouvrages, tant en batterie (system drums 1 & 2, Tutti, etc.), qu'en percussion. En tant que batteur a joué avec, entre autres, Jacques Hellian, Claude François, Michel Berger. En tant que chef d'orchestre a dirigé, entre autres, pour Michel Leeb, Jean Ferrat, Thierry Le Luron.